# Wahl zur Stadtverordnetenversammlung von Groß-Berlin 1948
- SPD: 60
- LDP: 17
- CDU: 21

Die Wahl zur Stadtverordnetenversammlung von Groß-Berlin vom 5. Dezember 1948 fand während der Berlin-Blockade nur in den drei Westsektoren statt. Sie ergab einen deutlichen Sieg für die SPD.

## Hintergrund
Die Wahl fand unter außergewöhnlichen Umständen statt. Der wenige Wochen nach der Wahl zur Stadtverordnetenversammlung vom 20. Oktober 1946 gebildete Magistrat von Groß-Berlin (Magistrat Ostrowski) zerfiel aufgrund der politischen Spaltung der Stadt in Ost und West. Oberbürgermeister Otto Ostrowski (SPD) wurde bereits am 11. April 1947 auf Antrag seiner eigenen Fraktion durch die Stadtverordnetenversammlung per Misstrauensvotum abgewählt, da er sich weigerte, die SED-Funktionäre aus dem seit dem 5. Dezember 1946 von ihm geleiteten Magistrat zu entlassen.
Ostrowski trat daher am 17. April 1947 zurück und zu seinem Nachfolger wurde am 24. Juni 1947 Verkehrsdezernent Reuter (SPD) gewählt, der jedoch auf Grund des sowjetischen Vetos in der Alliierten Kommandantur sein Amt nicht antreten konnte. Daraufhin wurden die Amtsgeschäfte des Oberbürgermeisters geschäftsführend von der ersten stellvertretenden Oberbürgermeisterin Louise Schroeder (SPD) übernommen.
Hinzu kam der Umstand, das nach der unangekündigten, separaten Währungsreform am 23./24. Juni 1948 in den drei Westsektoren und der daraufhin beginnenden Berlin-Blockade die Wirtschafts- und Verwaltungseinheit zwischen den Westteilen und dem sowjetischen Sektor nicht mehr gegeben war. Die drei Westsektoren waren von der Versorgung aus Westdeutschland und der sowjetischen Besatzungszone getrennt und konnten nur durch die Luftbrücke überleben. Am 26. August und 6. September 1948 drangen von der SED organisierte Demonstranten in das Neue Stadthaus ein und verhinderten unter Duldung der SED-geführten Polizei ordnungsgemäße Sitzungen der Stadtverordnetenversammlung. Diese verlegte ihre Sitzungen daraufhin in den britischen Sektor in das Studentenhaus der Technischen Universität am Steinplatz in Charlottenburg. Die SED-Stadtverordneten nahmen an diesen Sitzungen nicht teil. 
Am 30. November 1948 berief der 2. Stellvertretende Stadtverordnetenvorsteher Ottomar Geschke (SED) eine „außerordentliche Stadtverordnetenversammlung“ im Admiralspalast im sowjetischen Sektor ein. Zu dieser kamen die 26 Stadtverordneten der SED, wenige Stadtverordnete der CDU und LDP aus dem sowjetischen Sektor sowie 1151 am selben Tag vom Demokratischen Block „ernannte“ Delegierte aus Ostberliner Betrieben. Die Versammlung erklärte den Magistrat für abgesetzt und bildete einen „provisorischen demokratischen Magistrat“ unter Kontrolle der SED für Berlin, den die sowjetische Besatzungsmacht (SMAD) sofort als einzig legitimen Berliner Magistrat anerkannte. Zum Oberbürgermeister hatte die SMAD Friedrich Ebert junior (SED) bestimmt. Dies war das Ende der einheitlichen Kommunalverwaltung in Ost und West. Obwohl der Beschluss der Stadtverordnetenversammlung für Neuwahlen am 5. Dezember 1948 mit den Stimmen der SED zustande gekommen war, erkannte ihn der Demokratische Magistrat nicht an. Die Neuwahlen konnten daher nur in den Westsektoren veranstaltet werden.
Als Spitzenkandidat der SPD trat Ernst Reuter an, für die CDU Ferdinand Friedensburg.

## Ergebnis
Die SPD erlebte ihren bis heute größten Wahlerfolg: Sie legte 15,8 Prozentpunkte zu und erlangte mit 64,5 % der Stimmen das höchste Ergebnis, welches je eine Partei bei demokratischen Wahlen in Deutschland erzielt hat. Die CDU sackte um 2,8 Prozentpunkte auf 19,4 % der Stimmen ab, während die LDP auf 16,1 % der Stimmen kam. Weitere Parteien traten nicht an, da die SED die Wahlen zu einer (nur West-Berliner) Stadtverordnetenversammlung als illegitim betrachtete und entsprechend nicht an der Wahl teilnahm.
Obwohl die SPD über eine deutliche absolute Mehrheit verfügte, bildete sie auf Grund der krisenhaften Situation mit CDU und LDP eine Schwarz-rot-gelbe Koalition. Infolgedessen wurde Ernst Reuter zum Oberbürgermeister gewählt. Nach Bestätigung durch die Alliierte Kommandantur, in der nur noch die drei Westalliierten vertreten waren, durfte er das Amt in deren Sektoren nunmehr auch offiziell ausüben. Von der Sowjetischen Militäradministration wurde er hingegen als illegitim angesehen. Sie hatte stattdessen Friedrich Ebert als Oberbürgermeister anerkannt.
| Wahl vom 5. Dezember 1948 | Wahl vom 5. Dezember 1948 | Wahl vom 5. Dezember 1948 | Wahl vom 5. Dezember 1948 |
| ------------------------- | ------------------------- | ------------------------- | ------------------------- |
| Wahlberechtigte           | 1.586.461                 |                           |                           |
| Wahlbeteiligung           | 1.369.492                 | 86,3 %                    |                           |
| SPD                       | 858.461                   | 64,5 %                    | 60 Mand.                  |
| CDU                       | 258.664                   | 19,4 %                    | 21 Mand.                  |
| LDP                       | 214.145                   | 16,1 %                    | 17 Mand.                  |
| Summen                    | 1.331.270                 | 100,0 %                   | 98 Mand.                  |